# Пилівка (Україна)
Пилі́вка  — село в Україні, у Чернеччинській сільській громаді Охтирського району Сумської області. Населення становить понад 25 осіб. Колишній орган місцевого самоврядування  — Хухрянська сільська рада.

## Географія
Село Пилівка розташоване на лівому березі річки Ворскла, вище за течією на відстані 3 км розташоване село Гай-Мошенка, нижче за течією на відстані 1,5 км розташоване село Хухра, на протилежному березі - села Журавне і Попелівщина. Річка в цьому місці звивиста, утворює лимани, стариці і заболочені озера. Деякі стариці мають власні назви, у тому числі Швидка і Киселиха. Поруч проходить автомобільна дорога Р17.
На північно-західній стороні від села бере початок стариця Коденець.

## Історія
Село постраждало внаслідок геноциду українського народу, вчиненого урядом СССР у 1932—1933 роках.
12 червня 2020 року, відповідно до розпорядження Кабінету Міністрів України № 723-р «Про визначення адміністративних центрів та затвердження територій територіальних громад Сумської області», село увійшло до складу Черниччинської сільської громади.
19 липня 2020 року, в результаті адміністративно-територіальної реформи та ліквідації Охтирського району(1923-2020), село увійшло до складу новоутвореного Охтирського району.

## Відомі люди
В селі народився заслужений діяч мистецтв УРСР Пилєв Олександр Павлович.